# رئیس‌جمهور هند
رئیس جمهوری هند (به هندی: भारत गणराज्य के राष्ट्रपति؛ Bhārat Gaṇarājya Ke Rāṣtrapati) رئیس کشور هند و فرمانده کل قوای نیروهای مسلح هند است.
ریاست جمهوری در کشور هند نمادین است و رئیس جمهور هند به طور غیر مستقیم منتخب مردم است که توسط مجمعی از گزینندگان متشکل از اعضای هر دو مجلس پارلمان هند، مجمع قانونگذاری تمام ایالت‌های هند همراه با مجمع قانونگذاری قلمرو اتحادیه پودوچری و همچنین مجلس قانونگذاری ناحیه پایتختی ملی دهلی برای فعالیت در یک دوره تجدیدپذیر پنج ساله انتخاب می‌شود. رئیس جمهور در حضور رئیس دادگستری هند و در غیاب او ارشدترین قاضی دادگاه عالی هند سوگند یاد می‌کند. رئیس جمهوری هند، ریاست اجرایی کشور را برعهده ندارد و این مهم بر عهده نخست وزیر است.
اگرچه رئیس جمهور هند با آرا مستقیم مردم انتخاب نمی‌شود و نمایندگان پارلمان هند (لوک سبها و راجیا سبها) و همچنین اعضای مجالس ایالتی به نامزدهای این سمت رای می‌دهند و پست ریاست جمهوری در هند تشریفاتی است اما رئیس جمهور دارای نفوذ زیادی است و احزاب تلاش دارند تا با اجماع، نامزد مورد نظر خود را برای احراز این مقام حمایت کنند. سمت ریاست جمهوری هند هرچند تشریفاتی است اما این سمت از اختیارات قانونی گسترده‌ای برخوردار است. رئیس‌جمهوری رئیس رسمی قوای مقننه، مجریه و قضاییه و همچنین فرمانده کل نیروهای مسلح این کشور است. رئیس جمهور از قدرت اجرایی چندانی برخوردار نیست، اما چنانچه انتخابات سراسری نتایج روشن و مشخصی نداشته باشند نقش مؤثری در تأسیس دولت ایفا می‌کند.
انتخابات ریاست جمهوری هند به روش تناسبی رأی بدیل صورت می‌گیرد و رأی هر یک از اعضای مجالس مرکزی و ایالتی دارای ارزش جداگانه‌ای است و نامزدی که بیشترین امتیاز را بدست آورد بر مسند ریاست جمهوری هند تکیه می‌زند. رئیس جمهوری هند پس از معرفی نامزدها از سوی احزاب یا ائتلافی از احزاب؛ از طریق «کالج انتخاباتی» شامل اعضای انتخابی دو مجلس کشور و اعضای انتخابی مجلس ایالتی و دو فرمانداری دهلی و پاندیچری، برگزیده می‌شود.
رئیس جمهوری هند می‌تواند برای بار دوم نیز به این سمت انتخاب شود. هر دوره کامل ریاست جمهوری پنج سال است. هرگونه مشکلی در خصوص انتخاب رئیس جمهوری هند از طریق دادگاه عالی هند استماع و حل و فصل خواهد شد.

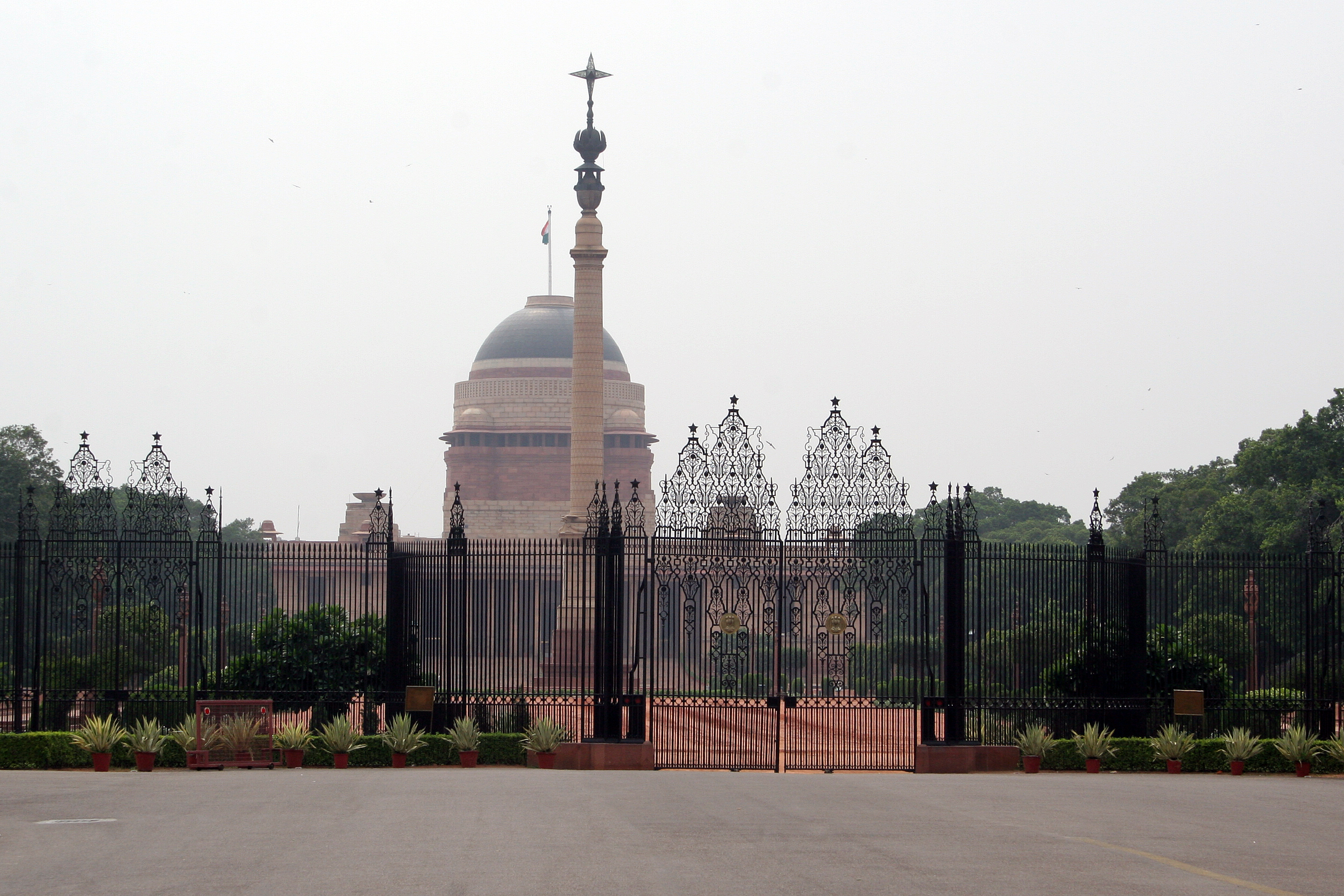
دروازه اصلی راشتراپتی بهاوان مقر رسمی رئیس‌جمهور هند

در هند حداقل سن رئیس جمهوری ۳۵ سال اما محدودیتی در حداکثر سن وجود ندارد.
اگر چه طبق ماده ۵۳ از قانون اساسی هند رئیس جمهور می‌تواند به طور مستقیم یا توسط نیروهای تحت امرش از قدرت خود استفاده کند اما به جز چند مورد استثنا همه قدرت اجرایی رئیس جمهور در عمل به نخست وزیر هند با کمک هیئت وزیران واگذار شده است.
رئیس‌جمهوری با خواست خود یا براساس اصل ۶۱ قانون اساسی هند در صورت انجام اقدامی خلاف قانون اساسی توسط مجالس برکنار می‌شود. برکناری وی مشروط به رأی یک چهارم نمایندگان مجلس خواهد بود که در طول چهار روز پس از اعلام، پیشنهاد برکناری وی باید به امضای این تعداد از نمایندگان مخالف برسد.
رئیس جمهور در املاک معروف به راشتراپتی بهاوان (Rashtrapati Bhavan که تقریباً به معنی خانه رئیس جمهور است) واقع در رایسینا هیل در دهلی نو ساکن می‌شود.
رام نات کوویند چهاردهمین رئیس جمهور هند بود که در ۲۵ ژوئیه ۲۰۱۷ جانشین پرناب موکرجی از سیاستمداران کهنه‌کار هند شد که از سال ۲۰۱۲ و تا پیش از او رئیس جمهور بود. رام نات کوویند دومین رئیس جمهور دالیت هند است. ک.ر. نارایان، دهمین رئیس جمهور هند، اولین دالیتی بود که به این مقام دست یافت. از تاریخ ۲۵ ژوئیه ۲۰۲۲ دراپادی مورمو از حزب بهاراتیا جاناتا به عنوان پانزدهمین رئیس جمهور هند برگزیده شده و هم‌اکنون این سمت را در اختیار دارد.